# Stade Poitevin Volley-Ball
O Stade Poitevin Volley-Ball, também conhecido como Alterna Stade Poitevin Volley-Ball por questões de patrocínio, é um clube de voleibol masculino francês fundado em 2012 e com sede na cidade de Poitiers, do departamento de Vienne. Atualmente o clube disputa a Marmara SpikeLeague, a primeira divisão do Campeonato Francês.

## Histórico
Em 1973 foi criado a seção de voleibol do Stade Poitevin. Em 1989 o clube vence a Nationale 1B e ascende para a primeira divisão do campeonato nacional. O clube é rebaixado na temporada seguinte e volta a competir a segunda divisão, voltando para a primeira divisão após vencer a temporada 1991–92. Em 2011 se sagram campeão da Ligue A pela primeira vez na história do clube.
No final da temporada 2011–12, após perder a quarta final nos playoffs, por dívidas passadas, a empresa é automaticamente rebaixada para a Ligue B pela DNACG, o órgão responsável pelo controle da gestão administrativa, financeira e jurídica dos clubes desportivos profissionais franceses. Posteriormente, o clube tenta sem sucesso uma fusão entre a seção profissional e a seção amadora. A seção profissional é então liquidada por liquidação judicial compulsória. A empresa, portanto, em 2012, é reiniciada com o novo nome Stade Poitevin Volley Beach.
Após o reinício, o clube disputa o Campeonato Francês de Elite, a terceira divisão do campeonato francês. Dois anos após a queda, Poitiers retomou sua ascensão: conquistou a promoção para a Ligue B e venceu a Copa da França Amadora. O clube continua uma nova ascensão em 2015 e encontra a elite nesta temporada.
Voltou a conquistar um título de expressão após chegar as semifinais da Copa da França de 2019–20. Após o Spacer's de Toulouse retirar-se do torneio devido à positividade ao COVID-19 encontrada em alguns atletas e membros da equipe técnica e o Tours Volley-Ball recusar-se a participar da partida final destacando razões de saúde relacionadas ao Covid-19; a Federação Francesa de Voleibol (FFVB) portanto, também cancelou a partida final do torneio atribuindo a vitória ao Poitiers Volley.

Escudo do Stade Poitevin de 2015 a 2023.

Em junho de 2023, o clube fechou uma parceria com a Alterna Énergie, uma fornecedora de energia verde subsidiária da Sorégies, com sede em Poitiers. Com o novo patrocinador, a equipe recebeu um investimento de cerca de 200 mil euros por ano durante cinco anos, resultando na alteração do nome fantasia da equipe para Alterna Stade Poitevin Volley-Ball.

## Títulos
Campeonato Francês
- Campeão: 1998–99, 2010–11
- Vice-campeão: 1999–00, 2006–07, 2007–08, 2011–12

 Copa da França
- Campeão: 1995–96, 2001–02, 2019–20
- Vice-campeão: 2002–03

 Campeonato Francês - Ligue B
- Campeão: 1987–88, 1991–92
- Vice-campeão: 1989–90
- Terceiro lugar: 2014–15

 Campeonato Francês de Elite
- Campeão: 2013–14

 Copa da França Amadora
- Campeão: 2013–14

## Elenco atual
Elenco da temporada 2023–24.
| Camisa               | Nome              | Altura (m) | Posição    |
| -------------------- | ----------------- | ---------- | ---------- |
| 2                    | Tom Cannessant    | 1,88       | Líbero     |
| 3                    | Sergio Noda       | 1,90       | Ponteiro   |
| 5                    | Javier Concepción | 2,00       | Central    |
| 6                    | Mathias Elser     | 1,98       | Ponteiro   |
| 8                    | Brett Walsh       | 1,95       | Levantador |
| 10                   | Thibaut Thoral    | 1,93       | Ponteiro   |
| 11                   | Adam Brahim       | 2,00       | Oposto     |
| 15                   | Aléxandros Ráptis | 1,98       | Ponteiro   |
| 17                   | Metin Toy         | 2,03       | Oposto     |
| 21                   | Jackson Howe      | 1,95       | Central    |
| 22                   | Ondřej Piskáček   | 1,91       | Levantador |
| 23                   | Maxime Roatta     | 2,01       | Central    |
| Técnico: Brice Donat |                   |            |            |